# UGC 3253
UGC 3253 è una galassia a spirale visibile nella costellazione di Cefeo.
Si presenta di aspetto compatto, il nucleo ha forma ovaleggiante, e la struttura della spirale lo è altrettanto, ma leggermente sfalsata rispetto al nucleo.